# Krzysztof Guła
Krzysztof Guła, né en 1948, est un ancien joueur de basket-ball polonais. Il évolue au poste d'ailier.